# Can Fuma
Can Fuma és una masia de Taradell (Osona) inclosa a l'Inventari del Patrimoni Arquitectònic de Catalunya.

## Descripció
Masia de planta rectangular (10x15), coberta a dues vessants amb el carener perpendicular a la façana situada a migdia. Consta de planta baixa, primer pis i golfes. La façana presenta un cos que sobresurt més respecte la resta del mur on hi ha un portal rectangular amb llinda datada del 1803. El portal principal és d'arc rebaixat, al primer pis s'hi obre una galeria i dues finestres i al damunt, sota el carener, hi ha les golfes amb barana de fusta. A ponent dos finestres a la planta i una al primer pis. A prop hi ha una cisterna amb coll de pou i un aguant per a la corriola. A tramuntana s'hi adossa un cobert (antic femer) i el mur és gairebé cec. A llevant hi ha tres finestres amb ferro forjat a la planta i dos al segon pis. Cal remarcar les notables parets de pedra, bastides amb pedra seca i molt ben conservades.

## Història
La casa es va construir en el mateix indret on hi hagué l'antiga vila rural de Maians, avui desapareguda i documentada des de l'any 1046. Can Fuma fou construïda a principis del segle xix i està destinada a segona residència. Fou masoveria de l'antic mas el Ricart.